# Eurocommercial

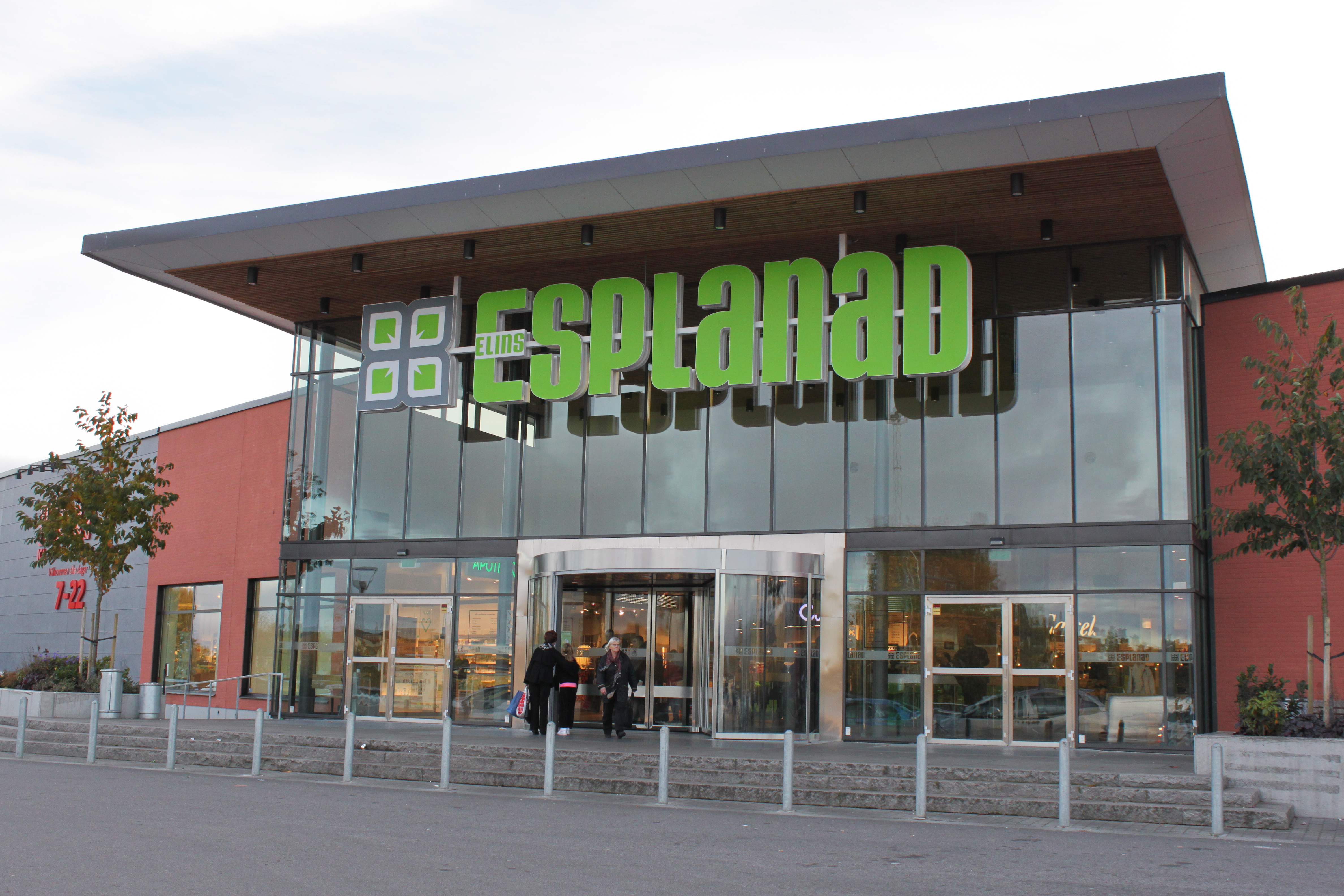
Elins Esplanad i Skövde.

Eurocommercial är ett nederländskt fastighetsbolag som 2022 ägde 24 köpcentra, gallerior och volymhandelsfastigheter i Belgien, Frankrike, norra Italien och Sverige. Bolaget bildades 1991 och är börsnoterat på NYSE Euronext i Amsterdam.

## Handelsplatser i Sverige
- Bergvik köpcenter (Karlstad).
- C4 Shopping (Kristianstad)
- Elins Esplanad (Skövde).
- Hallarna (Halmstad).
- Grand Samarkand (Växjö).
- Ingelsta Shopping (Norrköping).
- Valbo köpcentrum (Gävle).

## Tidigare handelsplatser i Sverige
- Hälla Shopping i Hälla (Västerås).
- Högsbo 421 (Göteborg).
- Kronan (Karlskrona).
- Mellby Center (Mellbystrand).
- Moraberg (Södertälje).